# Rudolph Walther
Rudolph Walther (* 10. Februar 1891 in Mainz; † 31. Oktober 1973 ebenda) war ein deutscher Politiker und vom 25. März 1945 bis zum 16. August 1945 Oberbürgermeister von Mainz.

## Leben
Walther war der Sohn des Direktors der Stadtsparkasse Mainz Wilhelm Walther. Nach Besuch des Mainzer Gymnasiums studierte er in München, Leipzig, Freiburg im Breisgau, Berlin und Gießen Rechtswissenschaft und Nationalökonomie. Während des Ersten Weltkrieges wurde er bis zum Leutnant befördert und erhielt das Eiserne Kreuz 1. Klasse.
Mit seinen Studien zum hessischen Polizeistrafgesetz vom 30. Oktober 1855 promovierte er im Sommer 1919 zum Doktor „beiderlei Rechte“, also des weltlichen und des kirchlichen Rechts. Das Assessorexamen legte er 1920 ab und trat anschließend in die Verwaltung des Volksstaates Hessen ein. Ab 1924 war er im Kreisamt Mainz, ab 1931 in Offenbach am Main und von 1938 bis 1943 erneut im Kreisamt Mainz tätig. Von Juli 1943 an arbeitete er als Regierungsrat an den Kriegsschädenämtern in Darmstadt und Mainz.

## Oberbürgermeister in Mainz
Noch am Tag der Eroberung von Mainz am 22. März 1945 ernannten die Amerikaner den Weinhändler Hans-Georg Kuhn, zwei Tage später den Schlosser Heinrich Schunk aus der Mainzer Aktien Bierbrauerei, schließlich am 25. den Regierungsrat und promovierten Juristen Rudolph Walther zum Oberbürgermeister. Trotz seiner Position an gehobener Stelle in der Verwaltung war Walther ein überzeugter Liberaler geblieben und nicht der NSDAP beigetreten.
Aufgrund seiner fundierten Kenntnisse konnte er die Kontinuität zwischen der alten Verwaltung und der neuen Stadtverwaltung sicherstellen. Noch am Tag nach der Sprengung der drei Rheinbrücken verhinderte er die von Heinrich Ritter angestrebte Evakuierung von ganz Mainz. Er versuchte, vom provisorischen Stadthaus am Pulverturm aus die elementaren Lebensbedingungen für die Mainzer in der zu 80 % zerstörten Stadt zu schaffen (Trinkwasser, Elektrizität, Gas). Er setzte sich für die Umquartierung vieler Mainzer aufs Land und für eine Zuzugsperre ein, die im August 1945 auch in Kraft trat.
Nachdem am 9. Juli die Franzosen die Rolle der Besatzungsmacht übernahmen, ersetzte General Bouley am 17. August 1945 Rudolph Walther durch Emil Kraus.

## Weiterer Werdegang
Nach einigen Monaten Arbeitslosigkeit fand er eine Anstellung im Oberregierungspräsidium in Neustadt an der Weinstraße. Im März 1947 wurde er in das rheinland-pfälzische Innenministerium berufen. Zuletzt war er von April 1952 bis zu seiner Pensionierung im April 1956 im Finanzministerium tätig.

## Privates
Sein Steckenpferd war das Sammeln von Münzen. Mehrere Jahre leitete er die Numismatische Gesellschaft zu Mainz/Wiesbaden. Bereits 1939 publizierte er eine Untersuchung über die Entwicklung der Münztechnik. Seine Sammlung Mainzer Münzen wurde 1971 in Frankfurt versteigert. Der Auktionskatalog von Busso Peus gilt noch heute als Nachschlagewerk für dieses Gebiet. Er war Mitglied in mehreren historischen Vereinen, z. B. dem Mainzer Altertumsverein. Seit 1957 war er Inhaber des Großen Verdienstkreuzes des Verdienstordens der Bundesrepublik Deutschland.